# Richar Estigarribia
Richar Estigarribia Ortega (Itauguá, Paraguay, 15 de agosto de 1982) es un futbolista paraguayo. Juega de delantero.

## Trayectoria
Debutó con el 12 de octubre en el 2002 a los 18 años compitiendo el puesto de delantero con Freddy Bareiro y Marcos Morinigo. Al año siguiente jugué en Japón por seis meses en el Kyoto Sanga. Luego volvió al 12 de Octubre cuando tenía 20 años jugando la Copa Libertadores 2003 siendo eliminado en primera ronda por el Santos (que ese mismo año salió subcampeón) y América de Cali. En el 2004 recaló en Cobreloa de Chile en el cual ganó el torneo clausura de aquel año. En el 2005 regresó a su primer club, con su carta pase. Estuve en Cobresal de Chile en el 2006.
En el 2007 salió como segundo máximo artillero jugando del fútbol peruano jugando por el Sport Ancash anotando 18 goles, también siendo pieza fundamental de aquel equipo que consiguió un cupo a la Copa Sudamericana 2008. El 2008 termina una campaña irregular con el Jose Gálvez de Chimbote.
El 2009 consigue ser el Máximo goleador del fútbol peruano consiguiendo 25 goles en todo el 2009 motivo que le sirvió para ser fichado por Independiente del Valle de Ecuador.
En el año 2012 consigue un boleto a la Copa Sudamericana 2013 jugando por el Inti Gas, El siguiente año juega por el Aucas siendo dirigido por Julio Asad. A inicios del 2014 firma por Oriente petrolero de Bolivia compartiendo equipo con Ronald Raldés consiguiendo un cupo para la Copa Libertadores 2016.
Para la temporada 2016 firma por el Cienciano del Cuzco para jugar la Segunda división peruana

## Clubes
| Club                      | País     | Año       |
| ------------------------- | -------- | --------- |
| 12 de Octubre             | Paraguay | 2002-2003 |
| Cobreloa                  | Chile    | 2004      |
| 12 de Octubre             | Paraguay | 2005      |
| Cobresal                  | Chile    | 2006      |
| 12 de Octubre             | Paraguay | 2006      |
| Sport Áncash              | Perú     | 2007      |
| Universidad César Vallejo | Perú     | 2008      |
| José Gálvez               | Perú     | 2008      |
| Total Chalaco             | Perú     | 2009      |
| Independiente del Valle   | Ecuador  | 2010-2011 |
| Inti Gas                  | Perú     | 2012      |
| Aucas                     | Ecuador  | 2013      |
| 12 de Octubre             | Paraguay | 2013      |
| Oriente Petrolero         | Bolivia  | 2014-2015 |
| San Lorenzo               | Paraguay | 2015      |
| Cienciano                 | Perú     | 2016      |
| Martín Ledesma            | Paraguay | 2017      |
| Cristóbal Colón F.B.C.    | Paraguay | 2021      |

## Palmarés

### Campeonatos nacionales
| Título          | Club     | País  | Año  |
| --------------- | -------- | ----- | ---- |
| Torneo Clausura | Cobreloa | Chile | 2004 |

### Distinciones individuales
| Distinción                               | Año  |
| ---------------------------------------- | ---- |
| Goleador de la Primera División del Perú | 2009 |